# ФК Мајнц 05
ФК Мајнц 05 је спортско удружење из Мајнца у Њемачкој. Поред фудбала, у удружењу се његују рукомет и стони тенис.
Боје фудбалског клуба су црвена и бијела.

## Историја

### Поријекло
- 16. марта 1905 (по неким изворима 27. март) – Оснивање клуба 1. фудбалски клуб „Hassia“ 1905 из Мајнца
- 1906 – Улаз у јужноњемачки фудбалски савез
- 16. август 1912 – Удружење са фудбалским клубом Херманија 07 Мајнц, бившом фудбалском групом спортског клуба Mainzer TV 1817 и промјена имена у
- октобар 1912 – Промјена имена у
- 1919 – Удруживање са Sportverein 1908 Mainz, и промјена имена у
- 1938 – Насилно удруживање са Reichsbahn SV Mainz и промјена имена у
- 1945 – Укидање клуба
- крајем 1945 – Новооснивање као Фудбалско и спортско удружење Мајнц 05 (1.&nbsp;Fußball- und Sportverein Mainz 05)

### 1988—2004: Друга бундеслига
Прва сезона у другој бундеслиги је по Мајнц 05 завршила лоше (18. на табели). У другој друголигашкој сезони су били пуно успјешнији; 33 неизгубњене утакмице и пуно боља игра, него претходних сезона.
Новитет у њемачком фудбалу је био и распоред играча тих сезона. Играли су са до тада у њемачком фудбалу невиђеним концептима који су касније од многих били преузети (4-ланац у одбрани, покривање простора).
После више неуспјелих покушаја достизања прве бундеслиге - то им тек у сезони 2003/04 успијева. У тој сезони су успјели са најмање поена (54) да се пробију у бундеслигу док им претходне сезоне 2002/03 ни 64 поена није било довољно да уђу у прву бундеслигу.

### 2004—данас: Бундеслига
После уласка у прву бундеслигу је неискусна екипа из Мајнца је одмах важила као кандидат за испадање. Та прогноза се није показала тачном. Бар не у првој сезони у којој су поразили, тадашњег важећег првака Вердера из Бремена са 2:1, учесника купа шампиона Бајер Леверкузен са 2:0 као и тада водећег на табели Шалке 04 са 2:1. Већ после 32 игре у сезони су осигурали останак у првој бундеслиги.
У сезони 2005/06 Мајнц 05 учествује и у квалификацијама за куп УЕФА што је било први пут у историји клуба да учествује у једном интернационалном такмичењу. После побједа над јерменским клубом МИКА Аштарак (4:0,0:0) и исландским ИБ Кефлавик (2:0,2:0) - Мајнц 05 се и квалификује за учешће у купу УЕФА. У првом кругу је Мајнц изгубио од Севиље (0:0,2:0).

## Тимови
1. фудбалско спортско удружење Мајнц 05 први пут у својој историји улази у прву бундеслигу.
Аматерски тим игра у оберлиги „југозапад“, док екипа младих (У19) игра у регионалној лиги „југозапад“.

### Тим у сезони 2015/2016

#### Голмани
- 23 –  Ђанлука Курћи (од 2015)
- 33 –  Јаник Хут (од 2007)

#### Одбрана
- 02 –  Ђулио Донати (од 2016)
- 03 –  Леон Балогун (од 2015)
- 05 –  Хенрике Серено (од 2015)
- 07 –  Пјер Бенгтсон (од 2015)
- 16 –  Штефан Бел (од 2007)
- 18 –  Даниел Бросински (од 2014)
- 24 –  Гаетан Бусман (од 2015)
- 26 –  Нико Бунгерт (од 2008)
- 42 –  Александер Хак (од 2014)

#### Везни ред
- 06 –  Дани Лаца (од 2015)
- 08 –  Кристофер Мориц (од 2013)
- 10 –  Јунуш Мали (од 2011)
- 14 –  Јулијан Баумгартингер (од 2011) (капитен)
- 17 –  Хаиро (од 2014)
- 19 –  Елкин Сото (од 2007)
- 20 –  Фабиан Фрај (од 2015)
- 27 –  Кристиан Клеменс (од 2015)
- 45 –  Суат Сердар (од 2008)
- 47 –  Филип Клемент (од 2014)

#### Напад
- 09 –  Јошинори Муто (од 2015)
- 11 –  Емил Бергрен (од 2016)
- 15 –  Џон Кордоба (од 2015)
- 21 –  Карим Онисиво (од 2016)
- 29 –  Деванте Паркер (од 2013)
- 32 –  Пабло де Блазис (од 2014)

### Лиге
- До 1933: разл. регионалне лиге
- 1933/34: гаулига „југозапад“ (прва лига)
- 1934-45: разл. другоразредне лиге
- 1945-63: оберлига „југозапад“ (прва лига)
- 1963-74: регионална лига „југозапад“ (друга лига)
- 1974-76: друга бундеслига (друга лига)
- 1976-88: оберлига „југозапад (трећа лига)
- 1988/89: друга бундеслига (друга лига)
- 1989/90: оберлига „југозапад“ (трећа лига)
- 1990-04: друга бундеслига (друга лига)
- 2004-07: прва бундеслига (прва лига)
- 2007-09: друга бундеслига (друга лига)
- 2009-данас: прва бундеслига (прва лига)

### Спортска достигнућа
- 1965: Четвртина финала купа Њемачке
- 1968: Првак регионалне лиге „југ“, учешће у плејоф-у за улаз у другу бундеслигу
- 1982: Аматерски првак Њемачке
- 1988: Првак оберлиге „југозапад“ и улаз у другу бундеслигу
- 1990: Првак оберлиге „југозапад“ и улаз у другу бундеслигу
- 1999: Четвртина финала купа Њемачке
- 2003: Прелаз из аматера у регионалну лигу „југ“
- 2004: Прелаз у прву бундеслигу
- 2005: Учешће у купу УЕФА

### Познати играчи
- Михаел Милер: 330 утакмица између 1985. и 1996
- Јирген Клоп: 325 утакмица између 1990. и 2001, после тога тренер
- Герхард Боп: 322 утакмица између 1967. и 1970, 1976. и 1980, као и између 1981. и 1985
- Херберт Шелер: 321 утакмица између 1970. и 1976. као и између 1981. и 1986
- Карл-Хелмут Мен: 315 утакмица између 1979. и 1983. као и између 1985. и 1991
- Михаел Шумахер: 302 утакмице између 1984. и 1993
- Хелмут Милгес: 300 утакмица између 1959. и 1971
- Димо Вахе: 36 утакмица у првој и 257 утакмица у другој бундеслиги између 1995. и 2005 (пошто је још активан, привремено стање)

## Успеси
- Телеком куп Немачке (наследник лига купа)
  - Финалиста (1) : 2017. (зимски)

## Мајнц 05 у европским такмичењима
| Сезона  | Такмичење   | Коло          | Земља     | Клуб              | Резултат            |
| ------- | ----------- | ------------- | --------- | ----------------- | ------------------- |
| 2005/06 | Куп УЕФА    | 1. коло квал. | Јерменија | МИКА              | 4:0, 0:0            |
|         |             | 2. коло квал. | Исланд    | Кефлавик          | 2:0, 2:0            |
|         |             | 1. коло       | Шпанија   | Севиља            | 0:0, 0:2            |
| 2011/12 | Лига Европе | 3. коло квал. | Румунија  | Газ метан Медијаш | 1:1, 1:1 (пен. 3:4) |
| 2014/15 | Лига Европе | 3. коло квал. | Грчка     | Астерас Триполи   | 1:0, 1:3            |

## Стадион
Клупски стадион се зове стадион на Брухвегу. Налази се у Dr.-Martin-Luther-King-Weg у Мајнцу, капацитета 20.300 покривених, од којих 10.400 мјеста за сједење.